# Ödön Tömösváry
Ödön Tömösváry (Edmund Tömösváry, 12 oktober 1852 in Magyaró - 15 augustus 1884 in Déva) was een Hongaarse natuuronderzoeker, myriapodoloog en entomoloog. In 1883 maakte hij de baanbrekende beschrijving van een sensorisch orgaan van duizendpoten, tegenwoordig bekend als het orgaan van Tömösváry.
Tömösváry ging naar de middelbare school in Kolozsvár en de universiteit van Selmecbánya. Hij voltooide zijn universitaire studie in Boedapest in 1881 met een proefschrift over de anatomische structuur van het ademhalingsorgaan van de spinduizendpoot. In zijn wetenschappelijke carrière schreef Tömösváry 57 artikelen, waarvan 24 over duizendpotigen gingen.
Toen hij in de zuidelijke Donau-regio aankwam om kriebelmuggen (Simuliidae) te bestuderen, kreeg hij tuberculose. Door deze aanhoudende ziekte kon hij niet als zoöloog werken en in het laatste jaar van zijn leven werkte hij als leraar bij Kassa. Hij stierf op 15 augustus 1884 in Déva.
Tömösváry beschreef 32 nieuwe soorten duizendpotigen: 10 miljoenpoten, 19 duizendpoten, 2 Pauropoda en één soort Symphyla. Hij introduceerde twee nieuwe geslachten:
- Edentistoma Tömösváry, 1882 = Anodontastoma Tömösváry, 1882
- Trachypauropus Tömösváry, 1882

- CiNii: DA19490641
- Gemeinsame Normdatei: 1159245827
- International Standard Name Identifier: 0000 0001 1368 880X
- Réseau des bibliothèques de Suisse occidentale: 02-A006420911
- Virtual International Authority File: 166147611
- WorldCat: E39PBJyxbtj4BdmMbw3cdWxVYP